# 국립문화유산연구원
국립문화유산연구원(國立文化遺産硏究院, National Research Institute of Cultural Heritage)는 문화재에 관한 학술조사·연구 및 과학적 보존기술의 연구개발에 관한 사무를 관장하는 대한민국 국가유산청의 소속기관이다. 2022년 2월 22일 소에서 원으로 승격되었으며, 대전광역시 유성구 문지로 132에 위치하고 있다. 소장은 고위공무원단 나등급에 속하는 임기제공무원으로 보한다.

## 직무
- 문화유산 및 자연유산에 관한 학술조사·연구
- 문화유산 및 자연유산의 보존·복원기술의 연구개발
- 문화유산 및 자연유산의 복원 및 활용에 관한 연구
- 문화유산 및 자연유산 연구를 위한 국내·외 학술교류 증진
- 문화유산 및 자연유산의 안전·재해에 관한 연구

## 연혁
- 1964년 6월 16일: 문화재관리국 문화재과에서 문화재의 조사·연구에 관한 사무를 담당.[4]
- 1969년 11월 5일: 문화재의 조사·연구에 관한 사무를 이관받아 문화재연구실 설치.[5]
- 1973년 3월 9일: 문화재연구담당관실로 개편.[6]
- 1975년 4월 17일: 소속기관인 문화재연구소로 개편.[7]
- 1995년 11월 22일: 국립문화재연구소로 개편.[8]
- 1999년 5월 24일: 문화재청 소속으로 변경.[9]
- 2004년 1월 17일: 대덕연구단지로 청사 이전.
- 2007년 1월 1일: 책임운영기관으로 지정.[10]
- 2022년 2월 22일: 국립문화재연구원으로 개편.[11]
- 2024년 5월 17일: 국립국가유산연구원으로 개편.[12]

## 조직

### 소장
| - 행정운영과 - 연구기획과 - 고고연구실 - 미술문화재연구실 - 건축문화재연구실 - 보존과학연구실 - 복원기술연구실 - 자연문화재연구실 - 안전방재연구실 | - 지방문화재연구소 - 국립경주문화재연구소 - 국립부여문화재연구소 - 국립가야문화재연구소 - 국립나주문화재연구소 - 국립중원문화재연구소 - 국립강화문화재연구소 - 국립완주문화재연구소 - 문화재보존과학센터 |

## 같이 보기
- 대한민국 국가유산청
- 국립해양유산연구소
- 국립무형유산원